# I segreti di Borgo Larici
I segreti di Borgo Larici è una miniserie televisiva italiana trasmessa dal 22 gennaio al 5 marzo 2014. Protagonisti della miniserie sono Giulio Berruti, Serena Iansiti, Simone Colombari e Nathalie Rapti Gomez.

## Trama
1922. A Borgo Larici, in Piemonte, si intrecciano le vite di Francesco Sormani, nipote del fondatore dell'azienda tessile che ha dato vita al borgo, e di Anita Sclavi, la maestra del paese, figlia di Dino e sorella di Nicola, operai dell'azienda. Francesco, da tempo lontano dall'Italia, è appena tornato dopo aver ricevuto un biglietto anonimo in cui si sostiene che la verità sulla madre, morta suicida anni prima, è diversa da quella che lui e suo fratello Ludovico credono. Cerca aiuto nel padre Giulio e nel nonno Giovanni, ma i due sono troppo occupati a pensare a un'unione tra Francesco e la figlia di un onorevole, Claudia Beltrami; è invece Anita ad aiutare il giovane Sormani. I due attraversano insieme varie vicissitudini sia nel compimento dell'indagine per risolvere enigmi e morti misteriose che si presenteranno sul loro cammino, sia sulla strada per il coronamento della loro nascente storia d'amore. Sullo sfondo una cittadella idilliaca ma misteriosa, in cui ogni personaggio nasconde segreti, compresa la servitù di Villa Sormani, il cupo maggiordomo Ettore Giardini, e la famiglia Sormani stessa.

## Puntate
| nº | Titolo    | Prima TV Italia  | Telespettatori | Share  |
| -- | --------- | ---------------- | -------------- | ------ |
| 1  | Puntata 1 | 22 gennaio 2014  | 3.530.000      | 12,44% |
| 2  | Puntata 2 | 29 gennaio 2014  | 3.351.000      | 12,39% |
| 3  | Puntata 3 | 5 febbraio 2014  | 2.957.000      | 10,71% |
| 4  | Puntata 4 | 12 febbraio 2014 | 3.015.000      | 10,81% |
| 5  | Puntata 5 | 26 febbraio 2014 | 2.823.000      | 11,75% |
| 6  | Puntata 6 | 5 marzo 2014     | 3.046.000      | 12.85% |

## Produzione e accoglienza
I segreti di Borgo Larici fu annunciata all'inizio del 2013, e le riprese si tennero da maggio ad agosto tra Torino e Cuneo, più precisamente presso il Castello Reale di Racconigi, la Certosa di Collegno, Chieri, l'Ex Manifattura Tabacchi di Corso Regio, il Villaggio Leumann di Collegno, il Borgo Cornalese di Villastellone, la Fabbrica Remmert di San Maurizio Canavese e la Villa Malfatti di San Giorgio Canavese. I primi venti minuti furono proiettati in anteprima a ottobre al Roma Fiction Fest, e fin da subito la miniserie fu paragonata a Downton Abbey ed etichettata come sua versione italiana.
Dopo la prima messa in onda, I segreti di Borgo Larici fu accolta da critiche negative e giudicata una miniserie senza novità, con recitazione e sceneggiatura scadenti. A causa dei bassi ascolti, il numero delle puntate fu ridotto da sette a sei tramite vari tagli, e la miniserie non fu rinnovata. Le sette puntate integrali furono rese disponibili in seguito in DVD.